# Los (lístek)

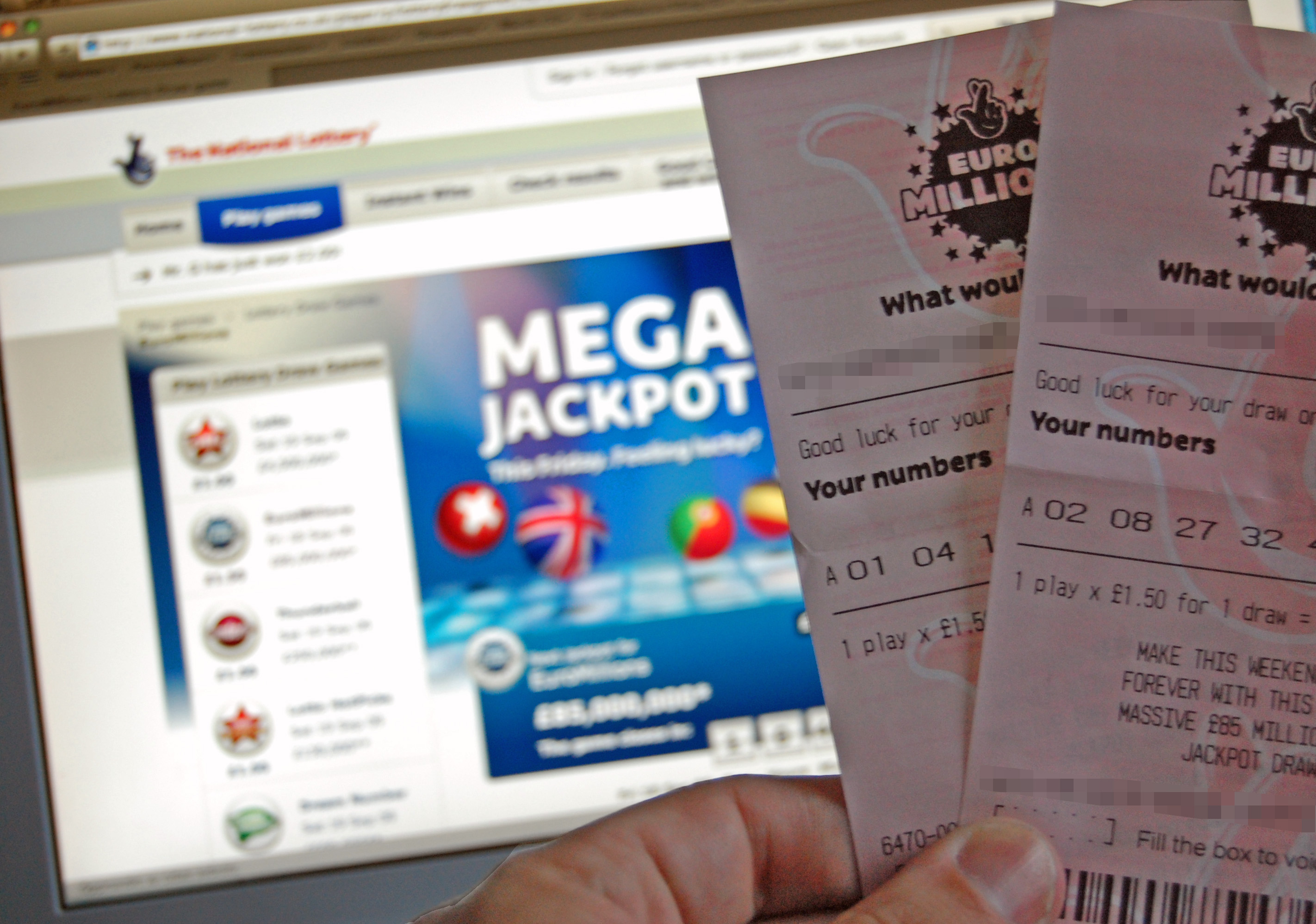
Los s názvem Euro Million

Los je doklad o účasti v loterii (obvykle číslovaný), doklad o zaplacení určité částky jako vkladu do hry. Vyplacení případné výhry je podmíněno předložením losu. Los je tedy poukazem na případnou výhru.
Pod pojem los je možno zahrnovat:
- „klasický“ los – má předtištěné sériové číslo, po ukončení prodeje se losuje (tzv. pasivní loterie)
- stírací los (anglicky scratchcard) – výsledek ihned
  - typ s předtištěnou výhrou – kombinace výherních symbolů je již natištěna, odkrývá se celé pole
  - typ „vždy vyhrávající“ – odkrývá se konkrétní počet ze všech polí, která v určité kombinaci vždy mohou dát výhru (celkový počet skutečných výher není dán předem, ale odhadnutelný dle teorie pravděpodobnosti)
- lístek do tomboly
- tiket (sázenka) s tipovanými výsledky losování (sportka, bingo) nebo kurzových sázek

Kromě toho existují různé kombinace (hra šance ve sportce – losování čísla tiketu, losování nevyhrávajících stíracích losů…).

## Losy v kultuře
- Los číslo 9672 – román Julesa Verna
- Los – povídka Antona Pavloviče Čechova
- Čtyřlístek č. 110 První cena – Loskuták (jazyková hříčka los–loskuták)

| „            | První láska je los, který nevyhrává, ale celý život si pamatuješ jeho číslo. | “ |
| — Émile Zola |                                                                              |   |